# Segona Batalla de Sarrin
La Batalla de Sarrin, entre els mesos de juny i juliol del 2015, va ser una operació militar duta a terme al Nord-Est de la Governació d'Alep en el context de la Guerra Civil siriana. Les mílies kurdes de l'YPG juntament amb les forces de l'exèrcit sirià lliure van expulsar les forces de l'autoanomenat Estat Islàmic de la vila de Sarrin i el seu rerepaís més immediat. 
Gairebé dos mesos després d'una ofensiva prèvia, combatents de l'YPG van remprendre les accions armades a Sarrin el 18 de juny del 2015. El dia 1 de juliol van llançar una ofensiva a gran escala després de la massacre de Kobane. 
El 4 de juliol la població de Sarrin i el poble de Khirbat al-Burj, al Nord, ja estaven assetjats per forces de l'exèrcit sirià lliure i l'YPG. El 12 de juliol, després de rebre reforços, els soldats de l'Estat Islàmic van aconseguir trencar parcialment el setge i establir una línia de comunicació cap a Sarrin. Tanmateix, el 24 de juliol kurds i rebels sirians van restablir el setge. El dia 27 les forces liderades per l'YPG van capturar definitivament la vila de Sarrin juntament amb el territori del voltant incloent 25 pobles i més de 20 masies. Així, l'YPG declarà el final de la seva ofensiva.

## Context
A mitjans de març del 2015, l'YPG i les forces aliades amb el suport aeri de la Coalició internacional van desplegar una ofensiva cap a la vila de Sarrin, considerada el darrer gran bastió de l'Estat Islàmic al rerepaís de Kobanî.
El 25 d'abril del 2015 les forces kurdes i els seus aliats, després de trencar les línies de defensa islamistes, van envoltar la població per tres costats entrant als suburbis. L'YPG va considerar que l'Estat Islàmic es veuria obligat a replegar-se a l'interior de la ciutat però l'arribada continuada de reforços va aturar-ne el progrés.
El 25 de maig l'EI va llançar un atac al Nord de Sarrin trencant les línies kurdes i capturant un parell de pobles. El 31 de maig els combatents kurds van tornar a prendre la iniciativa en un intent per recuperar el terreny perdut.
El 5 de juny els combatents kurds van recuperar, efectivament, part del territori, fent-se forts a l'Est de la vila de Sarrin mentre els gihadistes controlaven l'Oest.

## Batalla

### Ofensiva renovada
El 18 de juny de 2015 hom va saber que els rebels sirians i les milícies kurdes, havien llançat una nova ofensiva a la ciutat de Sarrin. L'YPG va atacar des del Nord amb el suport a l'Est de l'exèrcit sirià lliure. El 25 de juny de 2015 es va considerar que a l'àrea de Sarrin hi havia entre 175 i 400 militants de l'EI. 
El 30 de juny els combatents de l'YPG van llançar una operació per capturar la ciutat de Sarrin, en resposta per la massacre de Kobanî. L'1 de juliol les forces liderades per l'YPG havien restablert el setge avançant des del Nord i havien capturat els turons i poblets a l'Oest de la vila.
El 2 de juliol, les forces de l'YPG i l'ELS al Sud-Est de Sarrin van avançar cap a l'Oest, fins al poble de Magharatayn, amenaçant així la darrera via de subministraments que tenien els gihadistes al Sud de Sarrin. L'endemà van capturar el poble i van avançar cap a Malhah, a tocar del poble tot just alliberat. L'Estat Islàmic continuà enviant-hi reforços a través del que era ja pràcticament el darrer camí cap a Sarrin sota el seu control, i també des de l'Oest del riu Eufrates. 

### El setge de Sarrin
El 4 de juliol l'YPG amb el suport aeri de la Coalició va continuar fent avenços. Havien capturat els pobles de Magharatayn i Malhah, al sud de Sarrin, tallant la darrera via de subministrament a Sarrin, i completant doncs el setge de la ciutat. La resposta de l'EI arribà en forma de diversos atemptats a la zona amb cotxes bomba.
El 7 de juliol l'EI envià més reforços al Sud de Sarrin en un intent per trencar el setge mentre les forces a l'interior de la vila també es concentraven al Sud. Alhora, intentaven aturar o alentir l'ofensiva kurda amb més cotxes bomba. Es diu que els encarregats d'aquestes accions gihadistes eren menors d'edat.
El 9 de juliol la coalició liderada pels Estats Units va bombardejar posicions d'Estat Islàmic dins Sarrin i aquests es van dispersar pels afores de la ciutat. Els kurds aconseguien fer encara més estret el setge i avançar a l'Est de la ciutat.
El 12 de juliol un contraatac de les forces assetjades d'Estat Islàmic va aconseguir recuperar algunes posicions, inclòs el poble de Malhah, i reobrir una via d'entrada de subministraments. L'YPG i els seus aliats, però, van mantenir el setge tot controlant els turons i cap al vespre van aturar el contraatac de l'EI recapturant part del terreny perdut aquell dia.
El 18 de juliol les forces liderades pels kurds van avançar significativament i tot i l'arribada de reforços d'Estat Islàmic els gihadistes ja no van poder guanyar terreny.
El 21 de juliol, les forces de l'YPG i de l'ELS van tornar a entrar als afores de Sarrin per l'Est i per l'Oest i l'Estat Islàmic es va preparar per a una entrada dels milicians kurds al centre de la vila tot rebent reforços des del Sud.
El 22 de juliol l'YPG va frustrar un intent de contraatac d'Estat Islàmic i va continuar l'ofensiva.
El 23 de juliol atacs aeris de la coalició liderada pels Estats Units van tocar diverses fortificacions i casernes d'Estat Islàmic dins Sarrin i al Sud de la ciutat.
El 24 de juliol les forces liderades per l'YPG van continuar avançant alliberant un cop més el poble de Malhah i completant un cop més el setge sobre la vila de Sarrin. A la vila mateixa els enfrontaments violents van continuar. Es va informar que la coalició liderada per l'YPG havia estat bombardejant la vila durant tota la setmana amb artilleria i que l'Estat Islàmic havia estat assassinant els civils que intentaven fugir. 
L'endemà els assetjants van continuar fent cada cop més estret el setge mentre l'Estat Islàmic responia amb un contraatac fallit i foc de morter.

### Batalla de Sarrin
El 25 de juliol les forces liderades per l'YPG van capturar la majoria dels pobles al voltant de Sarrin, re-establint el setge de Khirbat al-Burj, al del nord de Sarrin així com assegurant plenament  el setge al nord de Sarrin. Mentrestant, forces d'EI van continuar resistint a l'assetjada sitja de gra de Sarrin. Es va dir que les forces de l'YPG havien aconseguit penetrar la ciutat per l'Est.  El mateix dia l'Estat Islàmic hauria intentat llançar una nova ofensiva amb cotxes bomba però sembla que els assetjants haurien frustrat l'intent detectant els vehicles abans no estiguessin preparats. Els islamistes també va atacar els pobles de Shuikh i Qara Qozak, però les YPG van repel·lir aquests atacs.
El 26 de juliol, militants d'EI van entrar a la sitja de gra de Sarrin i en van destruir part de l'estructura poc abans que hi entressin els combatents liderats per l'YPG.  El mateix dia es va informar que l'YPG i forces de l'Exèrcit Lliure controlaven part de la vila de Sarrin, que havia estat bombardejada per la Coalició.  Combatents de l'YPG també van atacar militants d'EI entre els pobles de Geydade i Sina, al nord-oest de Sarrin, assassinant cinc militants d'EI. La nit del 26 juliol combatents de l'YPG van capturar el centre de seguretat al centre de Sarrin. Sembla que les forces d'Estat Islàmic s'haurien quedat sense munició. 17 membres gihadistes van ser abatuts quan intentaven fugir per l'Eufrates. 
El 27 de juliol YPG i forces del FSA van capturar el poble assetjat de Khirbat al-Burj, el darrer poble exterior de Sarrin que era encara controlat per EI. En el mateix dia, els combatents de l'YPG alliberaven completament la ciutat de Sarrin.  Es va dir que 150 hombes van ser detinguts acusats de col·laborar amb l'Estat Islàmic.

## Esdeveniments posteriors
El 29 de juliol, el SOHR va informar que hi havia hagut enfrontaments violents entre l'YPG i l'EI a la vora de l'Eufrates, amb baixes per a tots dos bàndols.
L'endemà militants d'Estat Islàmic van entrar a la vila de Sarrin vestits de civils i van dur a terme un atac suicida seguit d'un tiroteig, Les forces que havien alliberat la vila pocs dies abans, però, van aconseguir controlar la situació. Hi van morir 9 gihadistes i 13 milicians kurds.
La nit del 4 d'agost, combatents de l'YPG van conduir una operació a prop el poble de Milha, al sud de Sarrin, matant diversos lluitadors d'EI.
La nit del 7 d'agost, combatents d'EI van atacar posicions kurdes als turons a l'Oest de Sarrin amb foc de morter des de la vora de l'Eufrates. Les forces de l'YPG hi van respondre obrint foc des de l'altra banda del riu.

## Anàlisi estratègica
Sarrin ha estat considerada estratègicament important perquè la ciutat era el darrer bastió que l'EI controlava al rerepaís de Kobane i perquè l'EI havia fet servir Sarrin com a base per a desplegar ofensives a Kobanî i a d'altres poblacions de la regió.  Després de la captura de Sarrin i la regió circumdant, era d'esperar que els atacs d'EI contra poblacions del Cantó de Kobane anessin clarament a la baixa.  La captura de Sarrin també es va considerar una derrota important per a l'EI; amb el seu alliberament es tallava l'accés principal de l'EI a parts de la Governació d'Alep.